# 尚布勒斯冰川
67°20′S 68°13′W / 67.333°S 68.217°W

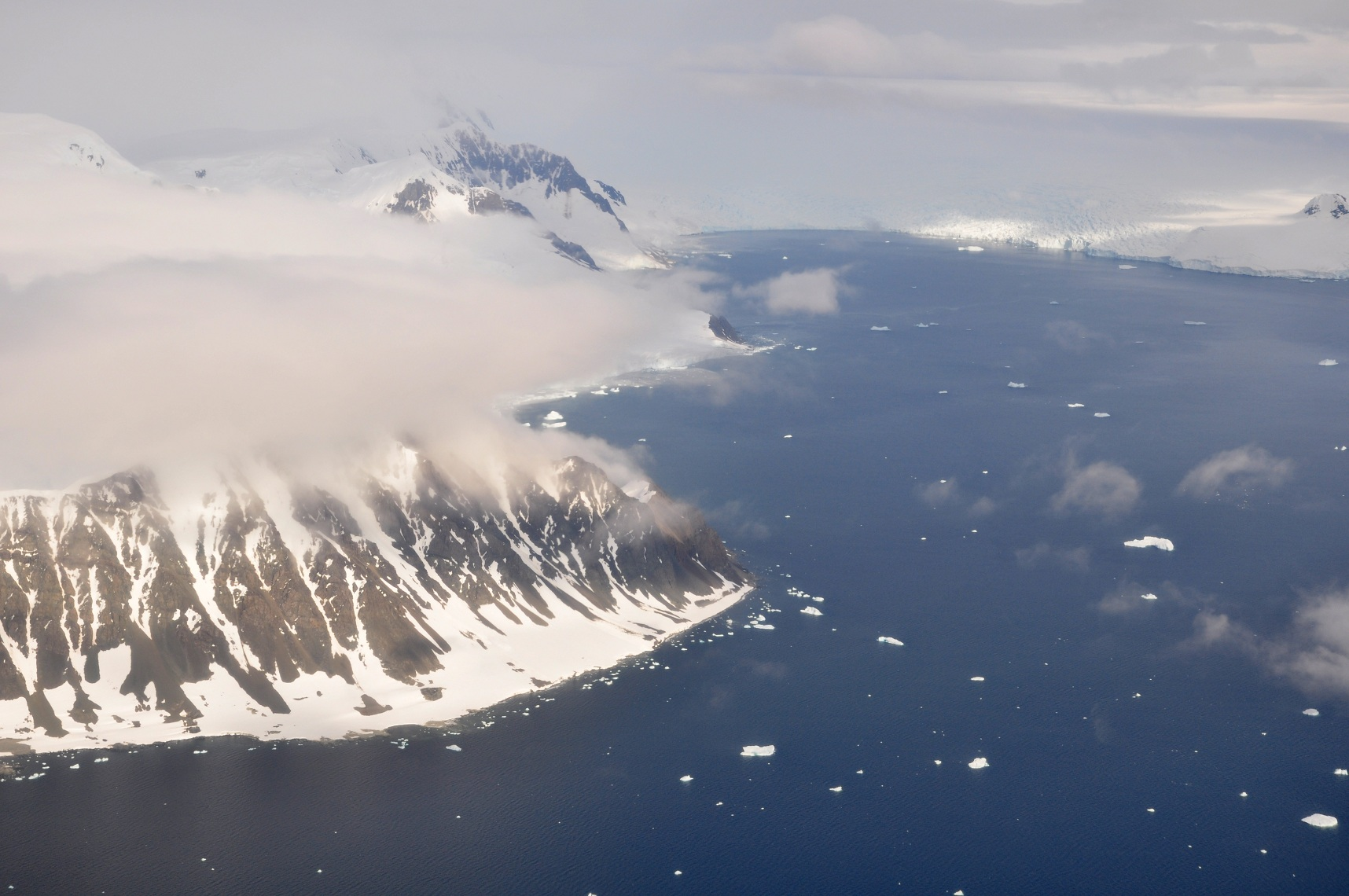

尚布勒斯冰川是南極洲的冰川，位於阿德萊德島東部，長6公里、寬10公里，最終注入斯通豪斯灣，該冰川在1909年1月由法國探險隊發現。